# St-Martin (Aime)

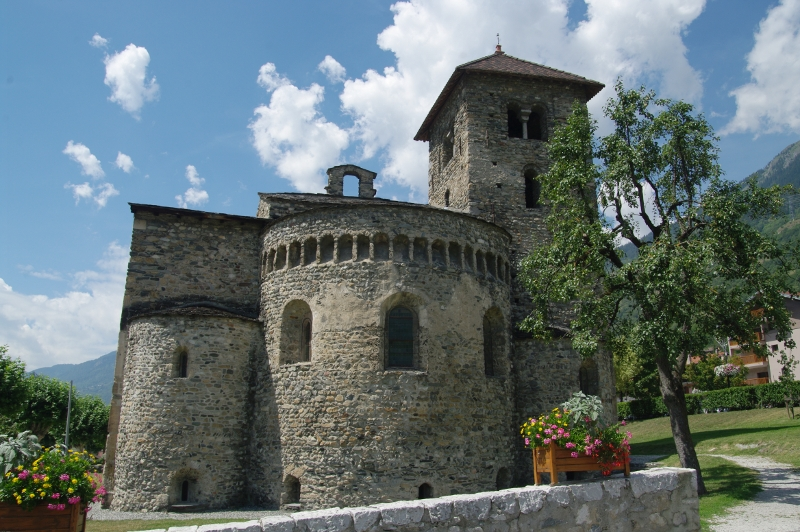
St-Martin (Aime)

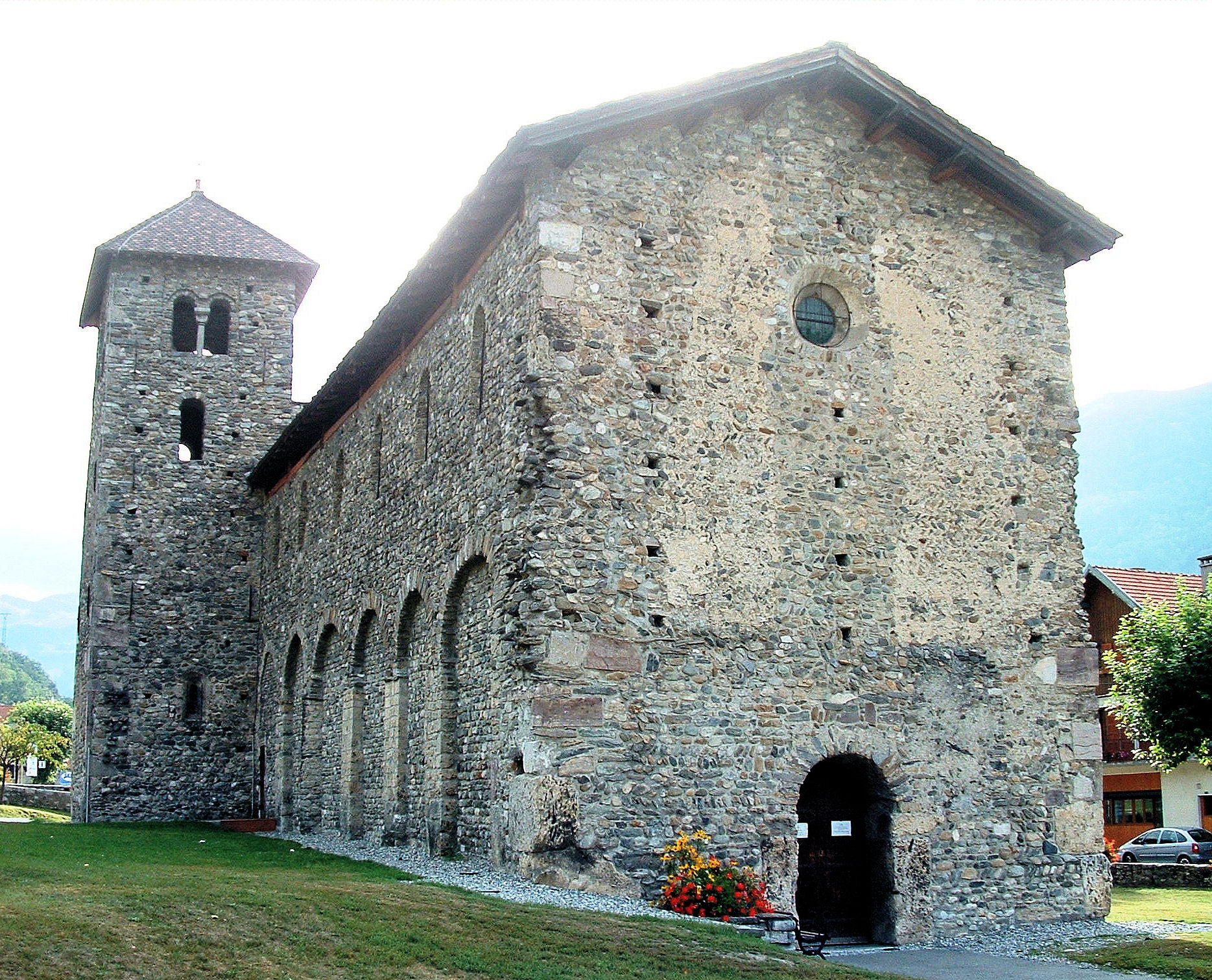
St-Martin (Aime)

Die Basilika Saint-Martin ist eine ehemalige Klosterkirche im Ortsteil Aime der Gemeinde Aime-la-Plagne im Département Savoie. Die Kirche, die heute ein Museum beherbergt, zählt zu den hervorragendsten Resten der frühen Romanik in der historischen Provinz Tarentaise. Sie ist seit dem Jahr 1875 als Monument historique anerkannt.

## Geschichte
Der erste Vorgängerbau des heutigen Kirchenbaus war im 2. Jahrhundert nach Christus eine zivile römische Basilika an der Alpentransversale Via per Alpes Graias von Mailand nach Lyon über den Kleinen Sankt Bernhard. Von daher stammt die noch heute gebrauchte Bezeichnung Basilika, die nicht mit dem Kirchentitel Basilica minor verwechselt werden darf. An die Stelle der Basilika trat im 7. und 8. Jahrhundert eine Friedhofskapelle. Der heutige Kirchenbau wurde im frühen 11. Jahrhundert als Prioratskirche Sankt Martin der Benediktinerabtei Sacra di San Michele bei Turin errichtet. Bis zum 17. Jahrhundert war er dreischiffig, dann wurden die Seitenschiffe abgetragen und die Durchgänge zugemauert. Die Kirche, die nie Pfarrkirche war und seit langem nicht mehr liturgisch genutzt wird, ist heute ein Museum.

## Kirchenbau und Ausstattung

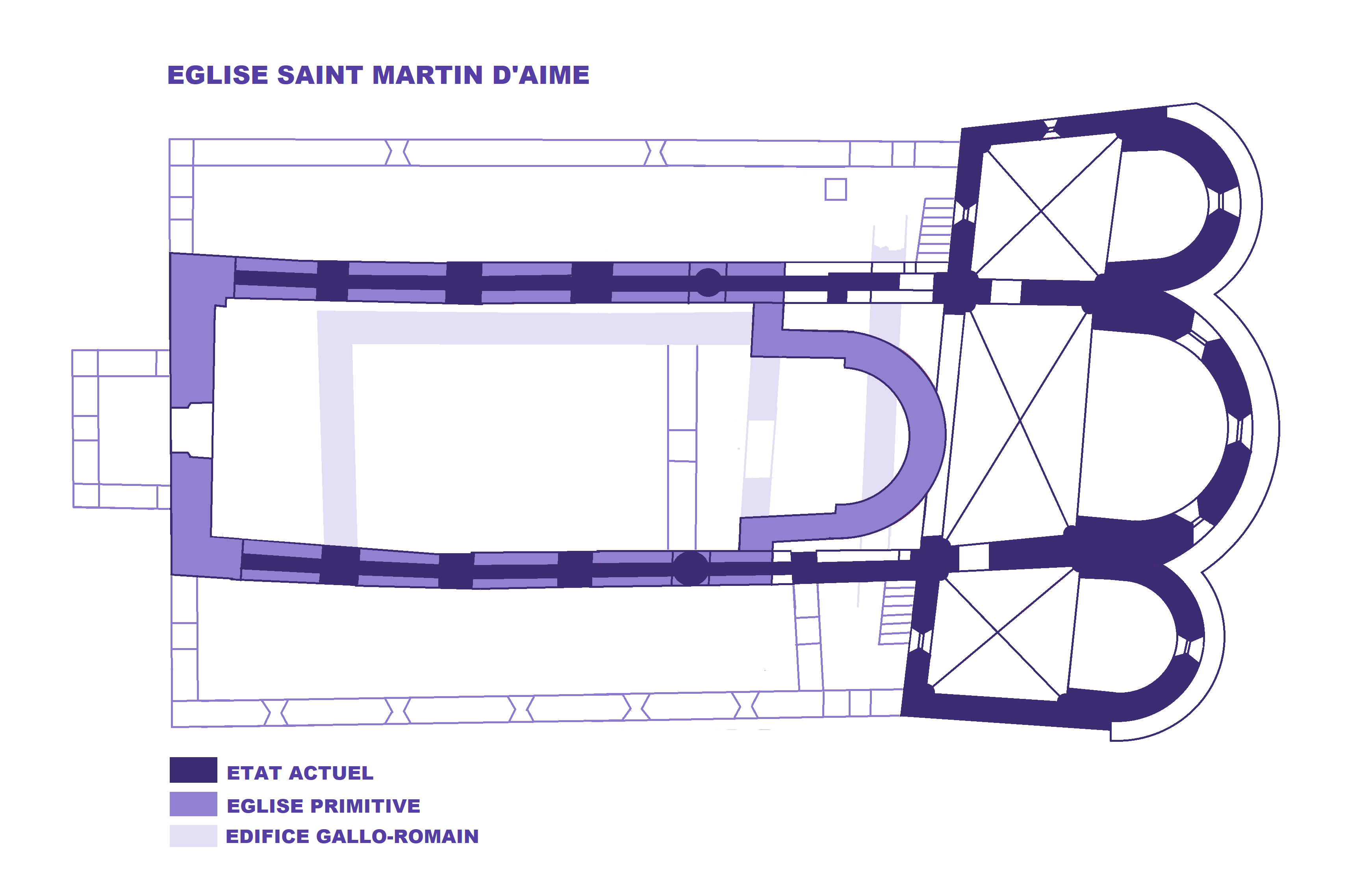
St-Martin (Aime)

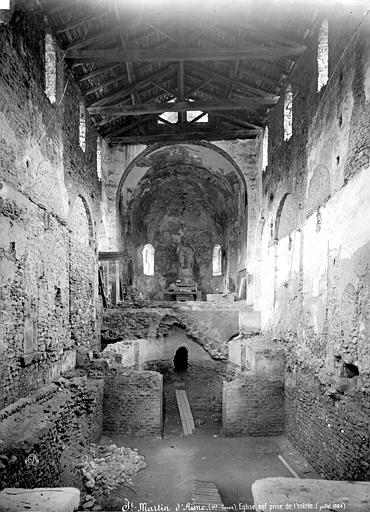
St-Martin (Aime)

Der Chor endet in einer Apsis mit zwei Apsidiolen. Von den ehemals zwei Glockentürmen ist einer übrig. Bemerkenswert ist die elegante Krypta mit vier Tuffsäulen und zwei Seitenkapellen. Reste der Ausmalung von Chor und Apsis sind erhalten. Nach dem Urteil von Marius Hudry ist das Gebäude aufschlussreich für die Anfänge der romanischen Kunst. Er unterstreicht die Robustheit des Baukomplexes.